# Rally van Argentinië 2017
De Rally van Argentinië 2017, formeel 37º YPF Rally Argentina, was de 37e editie van de Rally van Argentinië en de vijfde ronde van het wereldkampioenschap rally in 2017. Het was de 563e rally in het wereldkampioenschap rally die georganiseerd wordt door de Fédération Internationale de l'Automobile (FIA). De start en finish was in Villa Carlos Paz.

## Verslag
Het onverhard van Argentinië zorgde net als een jaar eerder voor de nodige verrassingen, al speelde regerend winnaar Hayden Paddon dit keer geen hoofdrol, nadat hij door een ongelukkige rol op de eerste echte proef meteen veel tijd verloor en kansloos was om opnieuw te zegevieren op El Condor. De andere pechvogels waren opnieuw de Citroën's: Kris Meeke lag in tweede positie toen hij niet helemaal door eigen schuld verongelukte, terwijl Craig Breen op precies hetzelfde punt zijn auto eveneens ongelukkig beschadigde en mechanische pech opliep. Beide keerden nog terug onder Rally 2, echter zonder resultaat; Meeke die zelfs nog een tweede rol zou maken met zijn C3 WRC. De verrassing kwam dit keer van Elfyn Evans die, geholpen door een competitief bandenschoeisel van DMACK, de openingsetappe compleet domineerde en een voorsprong uitbouwde van ruim een minuut. Daarachter was het een nauw gevecht tussen Thierry Neuville, Ott Tänak en een terugkerende Mads Østberg, terwijl Sébastien Ogier het ritme gedurende de rally niet wist te vinden en niet verder kwam dan een vierde plaats. Østberg werd nog getroffen door technische problemen en viel terug, terwijl Ott Tänak zich genoegen moest doen met plaats drie. Vooraan verloor Evans tegen het einde van de voorlaatste etappe door uiteenlopende oorzaken grond op Neuville, die met rassenschrede het verschil voor ingang van de laatste proef verkleinde tot 0,6 seconde. Een minuscule fout van Evans op die slotproef kostte hem zijn mogelijke debuutoverwinning in het WK; Neuville pakte prijs door met slechts 0,7 seconde voorsprong zijn tweede opeenvolgende zege op naam te schrijven en hij daarmee de eerste dubbeloverwinning van het seizoen als feit beklonk.

## Programma
| Etappe | Datum              | Klassementsproeven | Competitieve afstand |
| ------ | ------------------ | ------------------ | -------------------- |
| 1      | Donderdag 27 april | 1                  | 1,75 kilometer       |
| 1      | Vrijdag 28 april   | 8                  | 140,56 kilometer     |
| 2      | Zaterdag 29 april  | 6                  | 160,00 kilometer     |
| 3      | Zondag 30 april    | 3                  | 55,28 kilometer      |
|        |                    |                    |                      |
| Totaal | Totaal             | 18                 | 357,59 kilometer     |

## Resultaten
| Algemene top tien | Algemene top tien | Algemene top tien  | Algemene top tien           | Algemene top tien | Algemene top tien | Algemene top tien | Algemene top tien |
| Pos.              | #                 | Rijder             | Auto                        | Klasse            | Tijd              | Eerste            | Punten            |
| Pos.              | #                 | Navigator          | Inschrijving                | C.                | Straftijd         | Vorige            | Punten            |
| ----------------- | ----------------- | ------------------ | --------------------------- | ----------------- | ----------------- | ----------------- | ----------------- |
| 1.                | 5                 | Thierry Neuville   | Hyundai i20 Coupé WRC       | RC1               | 3:38:10,6         | 0.00              | 25 + 5            |
| 1.                | 5                 | Nicolas Gilsoul    | Hyundai Motorsport          | C                 |                   | =                 | 25 + 5            |
| 2.                | 3                 | Elfyn Evans        | Ford Fiesta WRC             | RC1               | 3:38:11,3         | + 0,7             | 18 + 4            |
| 2.                | 3                 | Daniel Barritt     | M-Sport World Rally Team    | C                 |                   | + 0,7             | 18 + 4            |
| 3.                | 2                 | Ott Tänak          | Ford Fiesta WRC             | RC1               | 3:38:40,5         | + 29,9            | 15 + 3            |
| 3.                | 2                 | Martin Järveoja    | M-Sport World Rally Team    | C                 |                   | + 29,2            | 15 + 3            |
| 4.                | 1                 | Sébastien Ogier    | Ford Fiesta WRC             | RC1               | 3:39:35,3         | + 1:24,7          | 12 + 2            |
| 4.                | 1                 | Julien Ingrassia   | M-Sport World Rally Team    | C                 |                   | + 54,8            | 12 + 2            |
| 5.                | 10                | Jari-Matti Latvala | Toyota Yaris WRC            | RC1               | 3:39:58,7         | + 1:48,1          | 10 + 1            |
| 5.                | 10                | Miikka Anttila     | Toyota Gazoo Racing WRT     | C                 |                   | + 23,4            | 10 + 1            |
| 6.                | 4                 | Hayden Paddon      | Hyundai i20 Coupé WRC       | RC1               | 3:45:53,3         | + 7:42,7          | 8                 |
| 6.                | 4                 | John Kennard       | Hyundai Motorsport          | C                 | 1:10              | + 5:54,6          | 8                 |
| 7.                | 11                | Juho Hänninen      | Toyota Yaris WRC            | RC1               | 3:49:27,5         | + 11:16,9         | 6                 |
| 7.                | 11                | Kaj Lindström      | Toyota Gazoo Racing WRT     | C                 |                   | + 3:34,2          | 6                 |
| 8.                | 6                 | Daniel Sordo       | Hyundai i20 Coupé WRC       | RC1               | 3:52:54,7         | + 14:44,1         | 4                 |
| 8.                | 6                 | Marc Martí         | Hyundai Motorsport          | C                 |                   | + 3:27,2          | 4                 |
| 9.                | 14                | Mads Østberg       | Ford Fiesta WRC             | RC1               | 3:53:21,9         | + 15:11,3         | 2                 |
| 9.                | 14                | Ola Fløene         | M-Sport World Rally Team    | RC1               |                   | + 27,2            | 2                 |
| 10.               | 31                | Pontus Tidemand    | Škoda Fabia R5              | RC2               | 3:55:42,7         | + 17:32,1         | 1                 |
| 10.               | 31                | Jonas Andersson    | Škoda Motorsport            | RC2               |                   | + 2:20,8          | 1                 |
| DNF top tien      |                   |                    |                             |                   |                   |                   |                   |
| Pos.              | #                 | Rijder             | Auto                        | Klasse            | KP                | Reden             | Reden             |
| Pos.              | #                 | Navigator          | Inschrijving                | C.                | KP                | Reden             | Reden             |
| DNF               | 7                 | Kris Meeke         | Citroën C3 WRC              | RC1               | 14                | Ongeluk           | Ongeluk           |
| DNF               | 7                 | Paul Nagle         | Citroën Total Abu Dhabi WRT | C                 | 14                | Ongeluk           | Ongeluk           |
| DNF               | 8                 | Craig Breen        | Citroën C3 WRC              | RC1               | TC 18             | Mechanisch        | Mechanisch        |
| DNF               | 8                 | Scott Martin       | Citroën Total Abu Dhabi WRT | C                 | TC 18             | Mechanisch        | Mechanisch        |
| DNF               | 15                | Valeriy Gorban     | Mini John Cooper Works WRC  | RC1               | 4                 | Mechanisch        | Mechanisch        |
| DNF               | 15                | Sergei Larens      | Eurolamp World Rally Team   | RC1               | 4                 | Mechanisch        | Mechanisch        |
| DNF               | 33                | Pedro Heller       | Ford Fiesta R5              | RC2               | 18                | Onbekend          | Onbekend          |
| DNF               | 33                | Pablo Olmos        | Pedro Heller                | RC2               | 18                | Onbekend          | Onbekend          |
| DNF               | 37                | Lorenzo Bertelli   | Ford Fiesta WRC             | RC1               | 17                | Versnellingsbak   | Versnellingsbak   |
| DNF               | 37                | Simone Scattolin   | M-Sport World Rally Team    | RC1               | 17                | Versnellingsbak   | Versnellingsbak   |

| WRC-2 top drie | WRC-2 top drie     | WRC-2 top drie |
| Pos.           | Rijder             | Pnt.           |
| -------------- | ------------------ | -------------- |
| 1              | Pontus Tidemand    | 25             |
| 2              | Juan Carlos Alonso | 18             |
| 3              | Benito Guerra jr.  | 15             |

## Statistieken

#### Klassementsproeven
| Etappe | Datum    | KP | Starttijd | Naam                                   | Lengte   | Snelste rijder             | Tijd    | Gem. snelheid | Rallyleider      |
| ------ | -------- | -- | --------- | -------------------------------------- | -------- | -------------------------- | ------- | ------------- | ---------------- |
| 1      | 27 april | 1  | 19:08     | SSS Ciudad de Cordoba                  | 1,75 km  | Sébastien Ogier            | 1:53,8  | 55,36 km/u    | Sébastien Ogier  |
| 1      | 28 april | 2  | 8:38      | San Agustin - Villa General Belgrano 1 | 19,95 km | Elfyn Evans                | 12:42,3 | 94,21 km/u    | Elfyn Evans      |
| 1      | 28 april | 3  | 9:41      | Amboy - Santa Monica 1                 | 20,44 km | Elfyn Evans                | 10:18,8 | 118,91 km/u   | Elfyn Evans      |
| 1      | 28 april | 4  | 10:24     | Santa Rosa - San Agustin 1             | 23,85 km | Elfyn Evans                | 13:44,8 | 104,10 km/u   | Elfyn Evans      |
| 1      | 28 april | 5  | 12:29     | SSS Fernet Branca 1                    | 6,04 km  | Elfyn Evans                | 4:43,5  | 76,70 km/u    | Elfyn Evans      |
| 1      | 28 april | 6  | 15:02     | San Agustin - Villa General Belgrano 2 | 19,95 km | Elfyn Evans                | 12:35,9 | 95,01 km/u    | Elfyn Evans      |
| 1      | 28 april | 7  | 16:05     | Amboy - Santa Monica 2                 | 20,44 km | Elfyn Evans Hayden Paddon  | 10:21,1 | 118,47 km/u   | Elfyn Evans      |
| 1      | 28 april | 8  | 16:48     | Santa Rosa - San Agustin 2             | 23,85 km | Hayden Paddon              | 13:39,0 | 104,84 km/u   | Elfyn Evans      |
| 1      | 28 april | 9  | 19:08     | SSS Fernet Branca 2                    | 6,04 km  | Thierry Neuville           | 4:49,4  | 75,13 km/u    | Elfyn Evans      |
|        |          |    |           |                                        |          |                            |         |               | Elfyn Evans      |
| 2      | 29 april | 10 | 8:08      | Tanti - Villa Bustos 1                 | 20,80 km | Elfyn Evans                | 11:00,2 | 113,42 km/u   | Elfyn Evans      |
| 2      | 29 april | 11 | 9:21      | Los Gigantes - Cantera El Condor 1     | 38,68 km | Kris Meeke                 | 20:01,6 | 115,89 km/u   | Elfyn Evans      |
| 2      | 29 april | 12 | 11:08     | Boca del Arroyo - Bajo del Pungo 1     | 20,52 km | Kris Meeke                 | 13:18,2 | 92,55 km/u    | Elfyn Evans      |
| 2      | 29 april | 13 | 13:08     | Tanti - Villa Bustos 2                 | 20,80 km | Ott Tänak                  | 10:47,9 | 115,57 km/u   | Elfyn Evans      |
| 2      | 29 april | 14 | 14:21     | Los Gigantes - Cantera El Condor 2     | 38,68 km | Ott Tänak Thierry Neuville | 19:45,5 | 117,47 km/u   | Elfyn Evans      |
| 2      | 29 april | 15 | 15:14     | Boca del Arroyo - Bajo del Pungo 2     | 20,52 km | Thierry Neuville           | 12:59,5 | 94,77 km/u    | Elfyn Evans      |
|        |          |    |           |                                        |          |                            |         |               | Elfyn Evans      |
| 3      | 30 april | 16 | 9:13      | El Condor - Copina                     | 16,32 km | Ott Tänak                  | 13:07,0 | 74,65 km/u    | Elfyn Evans      |
| 3      | 30 april | 17 | 10:56     | Mina Clavero - Giulio Cesare           | 22,64 km | Thierry Neuville           | 18:05,0 | 75,12 km/u    | Elfyn Evans      |
| 3      | 30 april | 18 | 12:18     | El Condor (PS)                         | 16,32 km | Thierry Neuville           | 13:00,1 | 75,31 km/u    | Thierry Neuville |

| KP overwinningen | KP overwinningen |
| Rijder           | Aantal           |
| ---------------- | ---------------- |
| Elfyn Evans      | 7                |
| Thierry Neuville | 5                |
| Ott Tänak        | 3                |
| Kris Meeke       | 2                |
| Hayden Paddon    | 2                |
| Sébastien Ogier  | 1                |

#### Power Stage
- Extra punten werden verdeeld voor de vijf beste tijden over de 16,32 kilometer lange Power Stage aan het einde van de rally.

| Pos. | Rijder             | Tijd    | Verschil | Gem. snelheid | Punten |
| ---- | ------------------ | ------- | -------- | ------------- | ------ |
| 1.   | Thierry Neuville   | 13:00,1 | =        | 75,31 km/u    | 5      |
| 2.   | Elfyn Evans        | 13:01,4 | + 1,3    | 75,19 km/u    | 4      |
| 3.   | Ott Tänak          | 13:02,8 | + 2,7    | 75,05 km/u    | 3      |
| 4.   | Sébastien Ogier    | 13:04,3 | + 4,2    | 74,91 km/u    | 2      |
| 5.   | Jari-Matti Latvala | 13:08,5 | + 8,4    | 74,51 km/u    | 1      |

## Kampioenschap standen

#### Rijders
|   | Pos. | Rijder             | Pnt. |
| - | ---- | ------------------ | ---- |
| = | 1    | Sébastien Ogier    | 102  |
| = | 2    | Jari-Matti Latvala | 86   |
| = | 3    | Thierry Neuville   | 84   |
| = | 4    | Ott Tänak          | 66   |
| = | 5    | Daniel Sordo       | 51   |

#### Constructeurs
|   | Pos. | Constructeur                | Pnt. |
| - | ---- | --------------------------- | ---- |
| = | 1    | M-Sport World Rally Team    | 162  |
| = | 2    | Hyundai Motorsport          | 140  |
| = | 3    | Toyota Gazoo Racing WRT     | 99   |
| = | 4    | Citroën Total Abu Dhabi WRT | 71   |

- Noot: Enkel de top 5-posities worden in beide standen weergegeven.